# Phyllogomphus moundi
Phyllogomphus moundi är en trollsländeart som beskrevs av Fraser 1960. Phyllogomphus moundi ingår i släktet Phyllogomphus och familjen flodtrollsländor. IUCN kategoriserar arten globalt som livskraftig. Inga underarter finns listade i Catalogue of Life.